# 太子平
太子平（？—前314年），姬姓，名平，戰國時燕國太子，燕王噲的長子，因起兵反對篡位的宰相子之，兵敗陣亡。弟燕昭王。

## 簡介
燕王噲把三百石以上高官的官印全部收回，交由宰相子之任命，後並聽信鹿毛壽的建議，效法堯以天下讓與許由的故事，在前318年，將燕國王位「禪讓」給子之，移交了燕國軍政大權，此舉引起了太子平等舊貴族的不服。
子之為王的第三年（前314年），太子平與將軍市被結盟，打算復國。齊宣王派使者對太子平說：「寡人聽說太子將要整治君臣名分，顯明父子相承的地位，我齊國雖然不大，但願意聽候太子你的號令。」太子平因而集結黨徒，聚合兵眾，命市被去攻擊子之，但沒有取勝，市被倒戈，與百姓反攻太子平，釀成了幾個月的禍難；太子平、市被皆在此次大亂而死，燕王噲、子之則被趁機破燕的齊軍所殺。

### 异说
陈直《史记新证》认为太子平和燕昭王职并非兄弟俩，而是同一人的不同名字。